# Dickson (Tennessee)
Dickson è una città degli Stati Uniti d'America, situata nello Stato del Tennessee, nella Contea di Dickson.